# آناهیت آقاساریان
آناهیت آلکساندری آقاساریان (ارمنی: Անահիտ Ալեքսանդրի Աղասարյան؛ انگلیسی: Anahit Aghasaryan زادهٔ ۲۸ اوت ۱۹۵۹) نمایشنامه‌نویس اهل ارمنستان است.

## زندگی‌نامه
وی در ۲۸ اوت ۱۹۵۹ در ایروان به دنیا آمد و از انستیتو دولتی هنری و نمایشی ایروان (۱۹۹۱) فارغ‌التحصیل گشت. کارن جانیبکیان و سوس جانیبکیان همسر و فرزند وی می‌باشند. وی در وزارت فرهنگ ارمنستان فعالیت می‌کند. 
- برای شرف (مجموعه تلویزیونی)